# اما ریگبی
 اما ریگبی (انگلیسی: Emma Rigby؛ زادهٔ ۲۶ سپتامبر ۱۹۸۹) یک هنرپیشه و مدل اهل بریتانیا است.